# Aşağıtopraklı, Aralık
Aşağıtopraklı là một xã thuộc huyện Aralık, tỉnh Iğdır, Thổ Nhĩ Kỳ. Dân số thời điểm năm 2011 là 405 người.